# Nayadet López Opazo
Nayadet Zulema López Opazo (Manises, España, 5 de agosto de 1994) es una futbolista hispano-chilena que juega de centrocampista en el Deportivo Alavés Femenino, de la Segunda División Femenina de España y en la Selección chilena.